# سابقاً ما
«سابقاً ما» تک‌آهنگی از هنرمند اهل ایالات متحده آمریکا دالی پارتن است که در اکتبر ۱۹۷۵ میلادی منتشر شد. این ترانه متعلق به آلبوم عروسک: جوینده/سابق ما ... می‌باشد.